# السلام (مسرحية)
السلام هي مسرحية للكاتب الإغريقي «أريستوفانيس» قدمت عام 421 ق.م في أعياد الديونيسيا ونالت الجائزة الثانية بمسابقة العيد ذاته.

## نبذة
بعد موت الدهماوي «كليون» والقائدين لاماخوس «المولع بالحرب» وبراسيداس «دعاة الحرب» بدأت مفاوضات السلام بين أثينا ويمثلها نيكياس وإسبرطة، وبدا واضحا أن مساعي السلام تقترب من نهايتها وأنها ستكلل بالنجاح، لذلك سارع أريستوفانيس بكتابة هذه المسرحية بسيرا بالسلام ونعمه.

## الحبكة
نشاهد في بداية المسرحية تريجايوس أحد مزارعي الكروم الأثينيين وشقيق ديكايوبوليس «بطل مسرحية أهل أخارناى» بعد أن قاسي مع أسرته المجاعة طويلا-يقرر أن يصعد إلي السماء علي ظهر خنفساء ضخمة " Kantharos " مقلدا البطل التراجيدي «بيلليروفون | Bellerophon» الذي ظهر في إحدى مسرحيات يوربيديس، وهو يصعد إلي السماء علي ظهر الجواد المجنح «بيجاموس | Pegasos» وعلي ذلك يتوجه تريجايوس إلي قمة جبل إتنا قاصدا السماء حيث مقرالآلهة، بحثا عن عدة أرغفة من الخبز تقيم أوده هو وأسرته، وتتم الرحلة بنجاح ليجد البطل الإله هرميس واقفا أمام بوابة السماء، وإله الحرب بوليموس جالسا علي العرش محل زيوس الذي ترك عرش الأوليمبوس مع الألهة الآخرين، تقززا من تصرفات الإغريق الذين يهلكون أنفسهم بالحروب المستمرة.
و كان بوليموس قد حبس إيريني ربة السلام في إحدى الآبار، في الوقت الذي كان يعد فيه العدة لطحن دويلات الإغريق في «هاون» ضخم. وبينما كان يبحث عن المدق وصل تريجايوس ومعه عدد من مزارعي الإغريق الذين يكونون الجوقة، واندفعوا يحاولون إنقاذ ربة السلام.
و بعد أن يقوم تريجايوس برشوة هرميس كي يمكنه وصحبه من الدخول وإطلاق سراح الربة المحبوسة في الجب يتم له تخليص الربة والعودة بها إلي بلاد الإغريق، فيعم البشر والابتهاج الجميع فيما عدا صناع الأسلحة، لأن تجارتهم ستصاب بالكساد من جراء السلام.
و يعود الرخاء إلي الإغريق بعد المجاعة والقحط، ومن ثم تقام الولائم والاحتفالات ابتهاجا بعودة السلام، وبمناسبة زواج تريجايوس من أوبورا ربة الثمار التي حضرت من السماء مع البطل ومع ربة السلام إلي الأرض.